# Solberga, Haninge

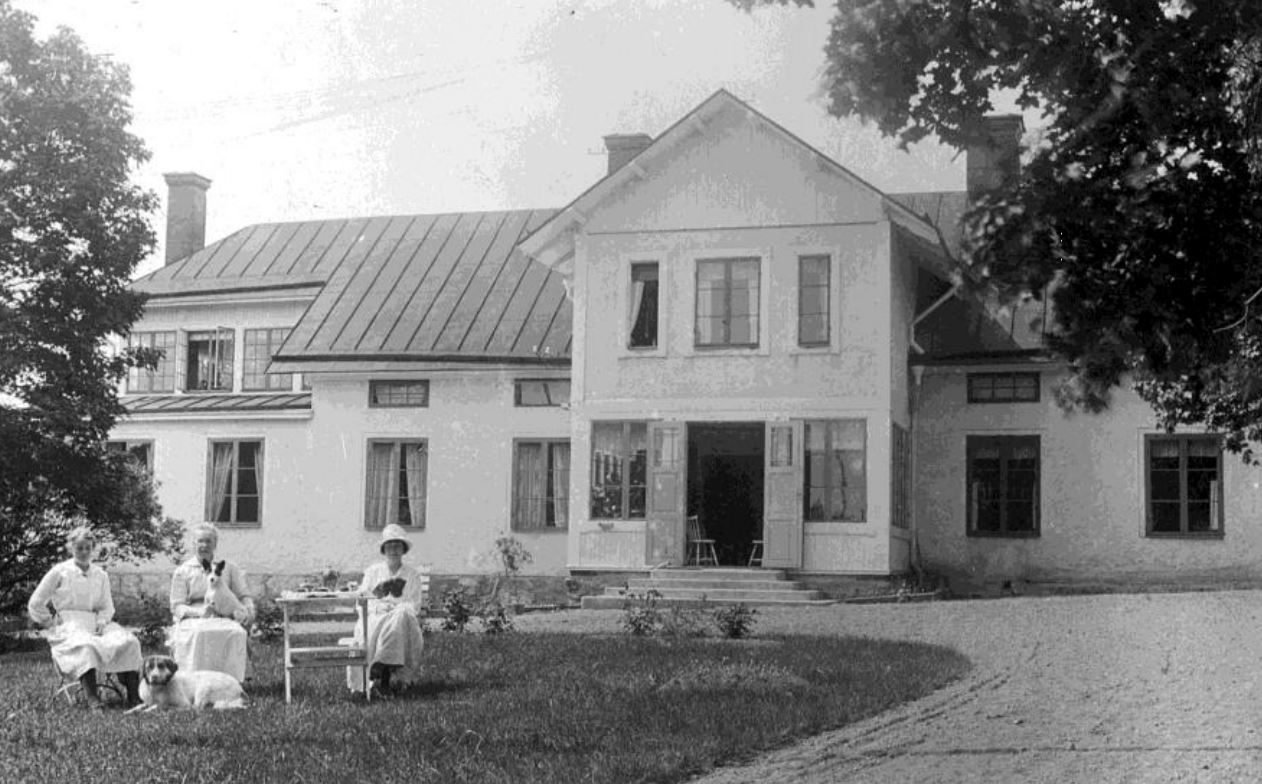
Solberga prästgård, 1920.

Solberga är en kulturhistoriskt värdefull bebyggelse i Österhaninge socken, nuvarande Haninge kommun, Stockholms län. Solbergas byggnader utgörs av bland annat före detta arrendatorbostaden från 1924 och före detta prästgården med rötter tillbaka till 1700-talet. Prästgården såldes 1978 av Österhaninge församling och är sedan dess privatbostad.

## Historik

### Forntid

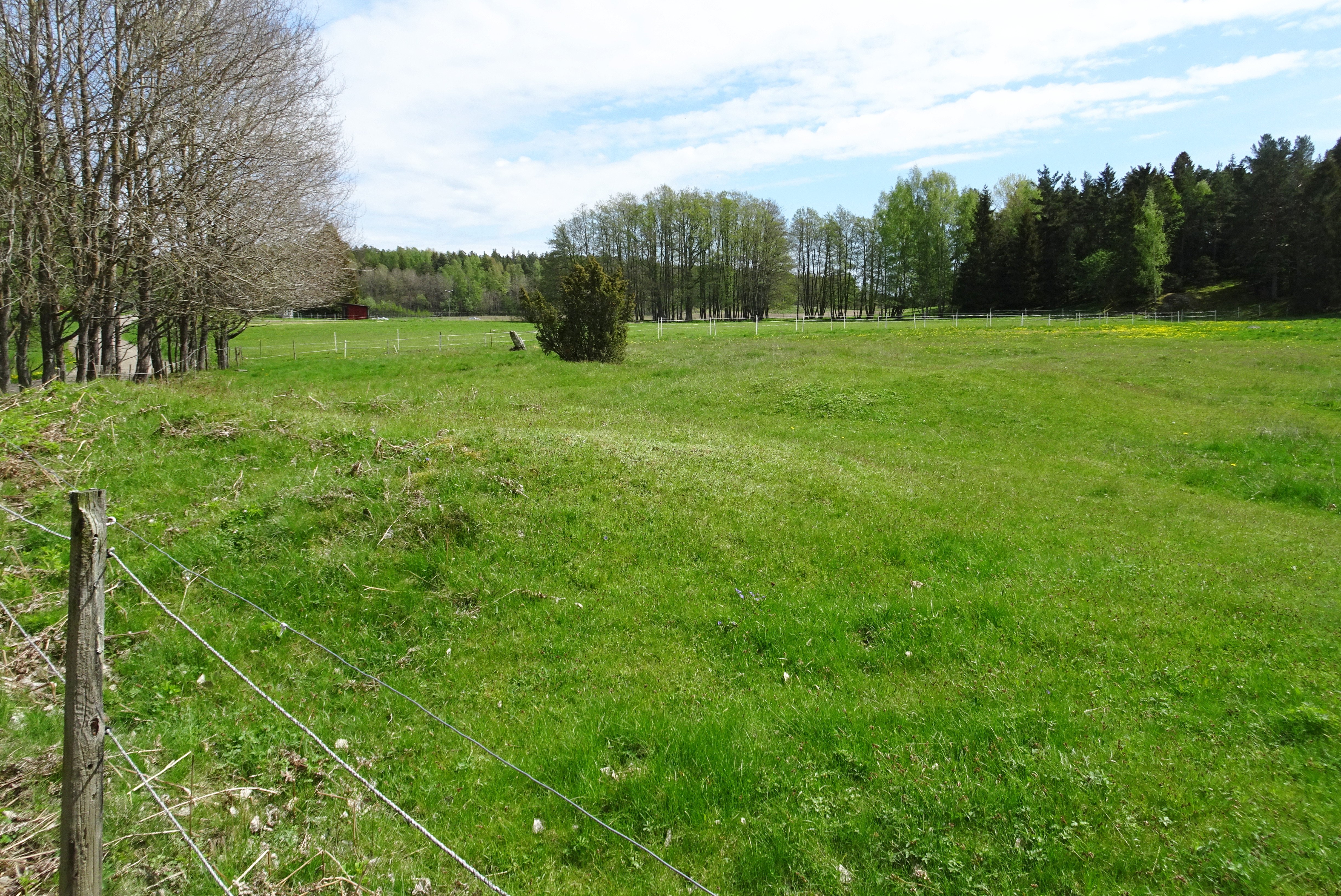
Solberga gamla bytomt, maj 2021.

Trakten var bebodd redan under bronsåldern, troligen ännu tidigare. Stränderna längs Blistafjärden vars vik sträckte sig ända fram till Solberga var en bra plats att bosätta sig på. Strax sydost om dagens Solberga återfinns ett större gravfält bestående av omkring 200 fornlämningar.
Enligt teologen Åke V. Ström (1909-1994) var Solberget sannolikt en kultplats där man dyrkade solen, och han spekulerade även kring att namnet ”Solberget” var känt sedan bronsåldern, vilket det dock inte finns belägg för i Svenskt Ortnamnslexikon. Det ursprungliga Solberga låg lite längre åt väster än idag (2025), strax söder om torpet Snörom. Solberga gamla bytomt utgörs idag av en stor äng, belägen inom Gullringskärrets naturreservat och består bland annat av sex husgrunder, en husgrundsterrass och två stensträngar. Anläggningen är av forntida karaktär och har RAÄ-nummer: Österhaninge 157:1.

### Prästgården

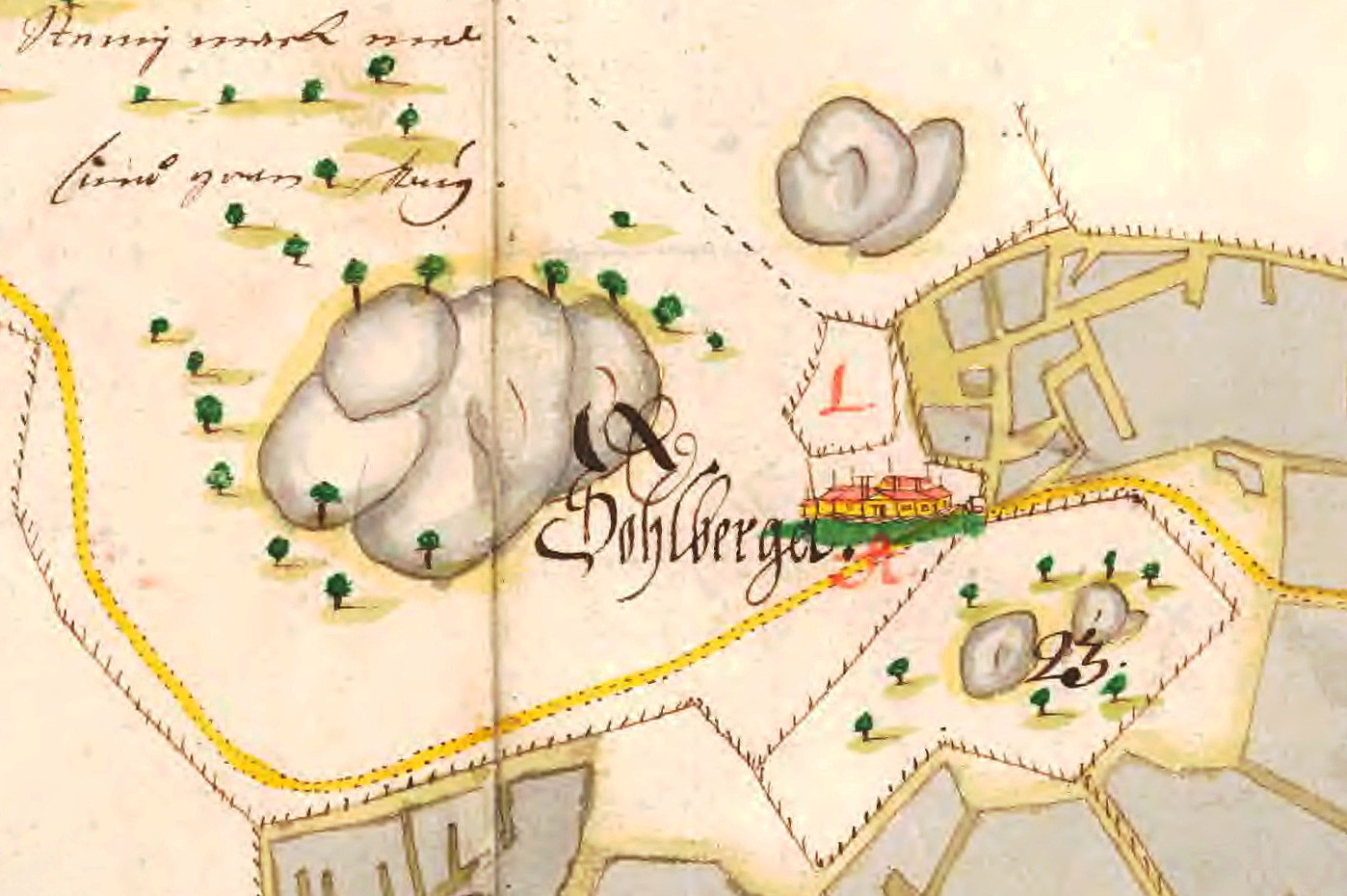
"Solhberga" by, 1699.

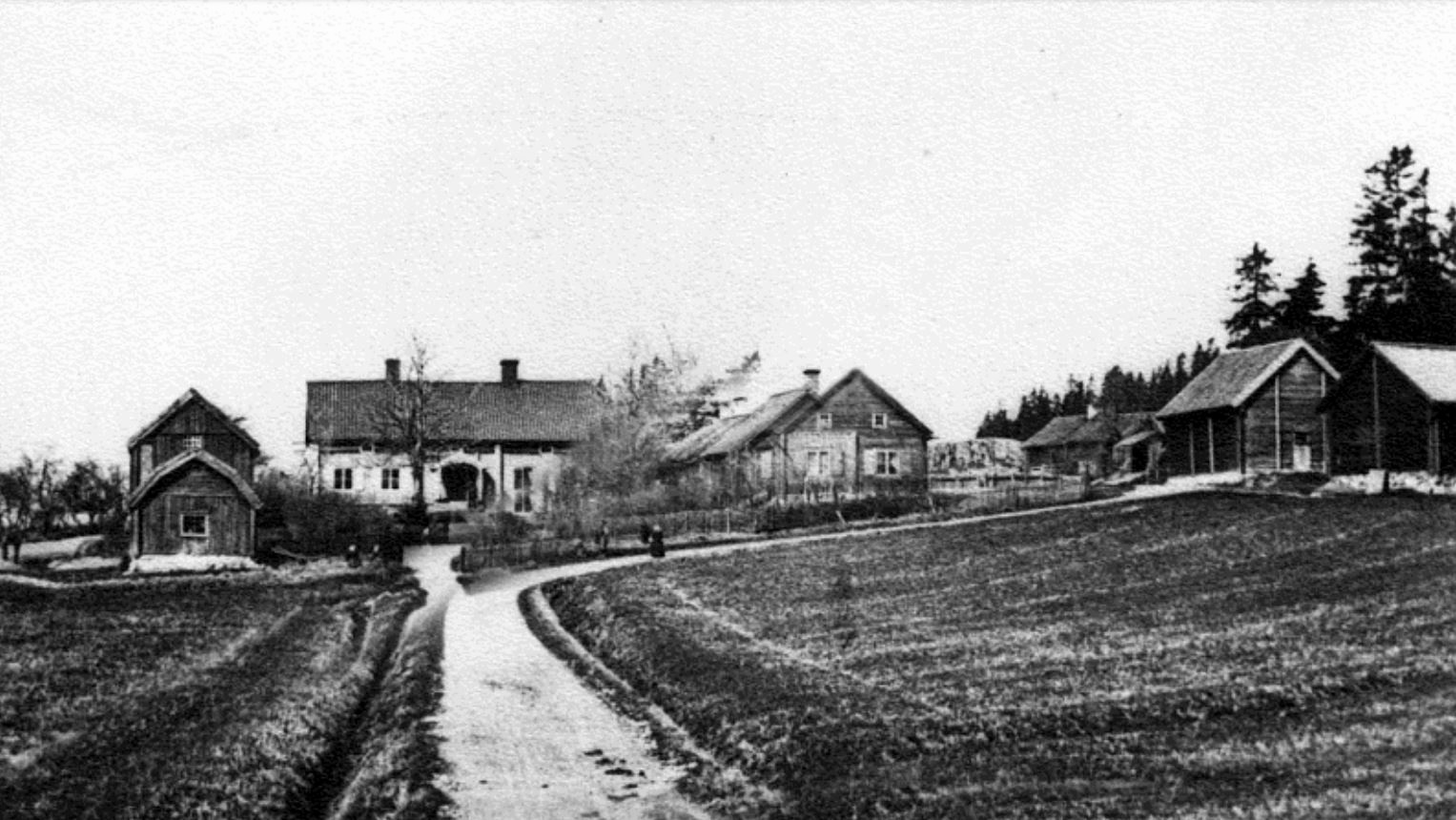
Solhberga prästgård, 1870-tal.

Exakt när en prästgård förlades till Solberga är inte känt. Solberga omnämns dock i ett brev 1409, som ”stadfäster riddare Gustaf Lekssons hustrus, Katarina Eringisledotters, rätt till ett halvt öresland jord i Solbaergha”. Vid den tiden var Solberga möjligtvis en liten by och prästgården var en av flera gårdar i byn. Som framgår av en ägokarta från 1699 låg själva bebyggelsen lite längre åt nordväst, på norra sidan om den skogbevuxna kullen.
År 1764 flyttades prästbostället till sin nuvarande plats där en ny byggnad hade uppförts. Vid den tiden hette prästen Daniel Lundmark som tillsammans med sin familj fick flytta in i den nya prästgården. Huset hade panelade fasader under ett tegeltäckt sadeltak, och uppfyllde med sin sexdelade plan kraven på en "mönsterprästgård". Enligt den skulle finnas tre kammare, en sal och ett kök samt entréhall med vindstrappa på bottenvåningen och ytterligare två rum på vinden. 
I öster flankerades huvudbyggnaden av två par fristående flyglar: arrendatorbostaden och professorsbyggnaden på norra sida och ett magasin samt en stuga på södra sidan. Bebyggelsen omfattade, utöver prästgården, även kusk- och drängstuga, arbetarbostäder och en mängd uthus och ekonomibyggnader, allt enligt en kunglig resolution för prästgårdar från 1762. Gamla landsvägen till Österhaninge kyrka gick mitt genom gårdsbebyggelsen med en sväng norr om prästgården. Dagens Österhaningevägen har en ny sträckning som går söder om prästgården. 
Solbergas ägor varierade något i storlek under tidens gång. På 1700-talet sträckte de sig till Dåntorp och Jordbro krog i norr, Kalvsviks ägor vidtog i öster och Västerhaninges prästgårds ägor i väster. I söder vidtog Åbrunna och Husby ägor. Under Solberga låg torpen Snörom, Gullringen och Björklund, av dem existerar fortfarande Snörom och Björklund. Gullringskärret (uppkallat efter Gullringstorpet) och Jordbro gravfält ligger på ursprunglig Solbergamark. 
Diagonalt över den norra delen av Solbergas ägor sträckte sig färdvägen till och från Stockholm (nuvarande gamla Nynäsvägen). Där landsvägen lämnade Solberga (men fortfarande på Solbergas sida) låg Sotholms härads avrättningsplats. På en karta från 1732 är stället markerat med två galgar som Exsecutions Platz. Den så kallade Galgstenen påminner fortfarande om att folk dömdes till döden här, den siste halshöggs 1855.

### Jordbruket
Jordbruket var omfattande och prästen på Solberga fick ofta hjälp av en arrendator. 1925 uppfördes en ny arrendatorbostad (kallad ”mangården”) söder om landsvägen. Då hette arrendatorn Verner Wering som var gift med kyrkoherde Samuel Berners dotter Karin. På 1940-talet bestod gården av 83 hektar åker. Det fanns sex hästar, 32 kor och 30 ungdjur. Gården sambrukades med Åbrunna gård som hade 45 hektar mark. På 1950-talet omfattade gårdens mark 281 hektar, varav 77 hektar åker. Djurbeståndet hade minskat något. Istället för hästar hade traktorer och moderna jordbruksmaskiner tillkommit. På 1960-talet övergick gårdens jordbruk och några byggnader i Haninge kommuns ägo. Därefter blev en del av marken avstyckad till privata villatomter men stora delar blev kvar som jordbruksmark som brukas av en arrendator i kommunens regi.

### Historiska kartor

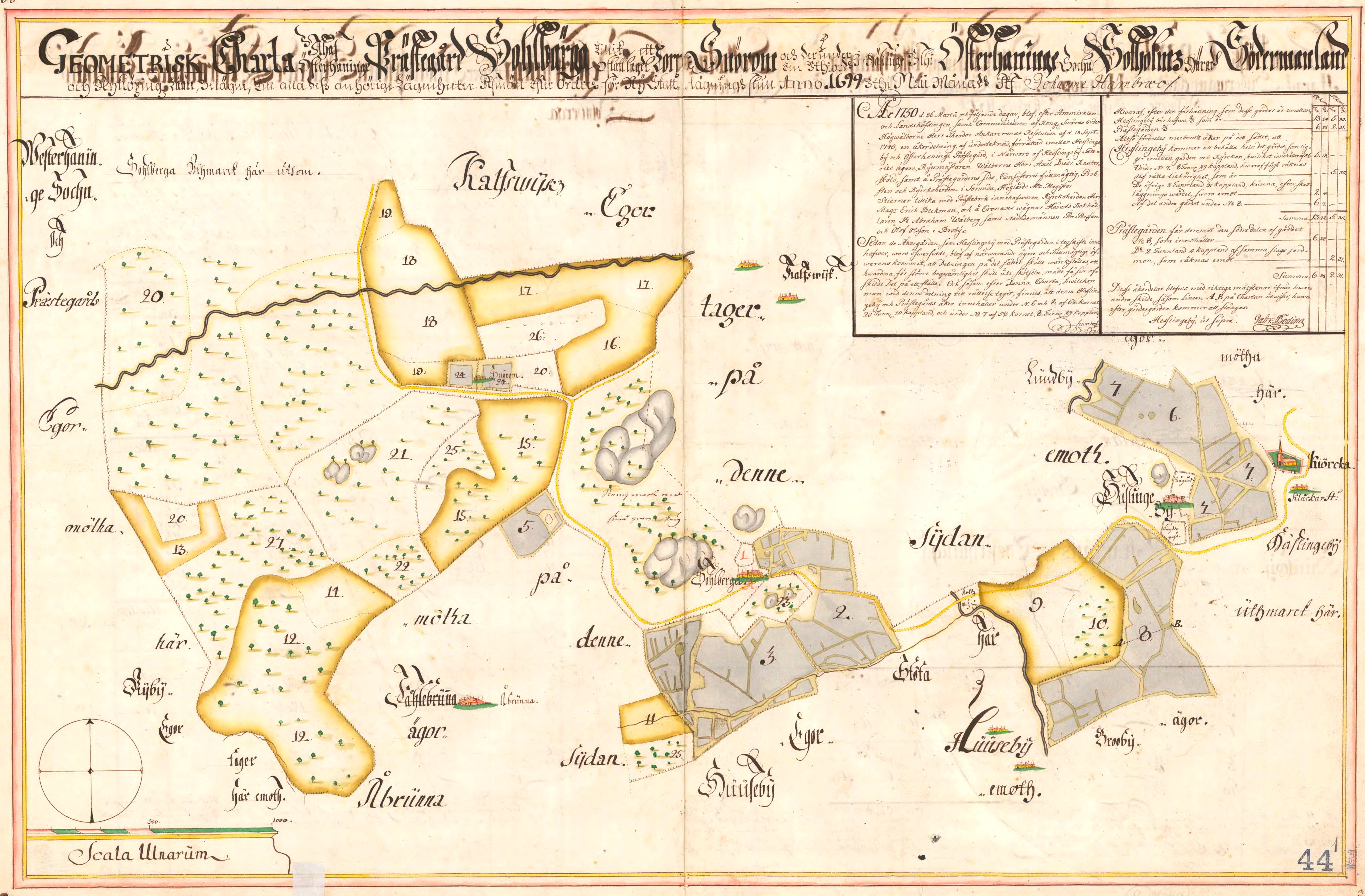
Solberga ägor 1699.
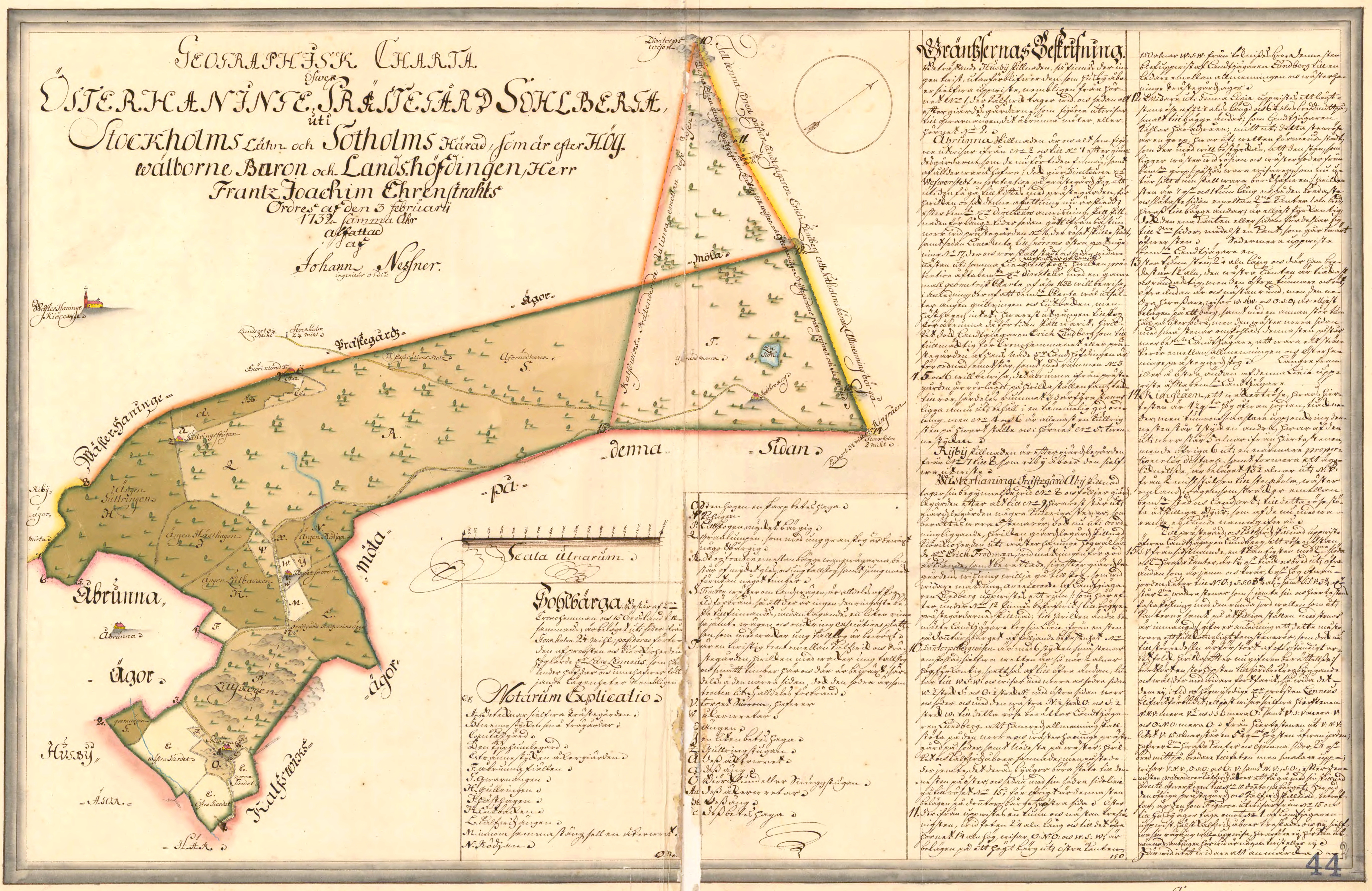
Solberga ägor 1732.
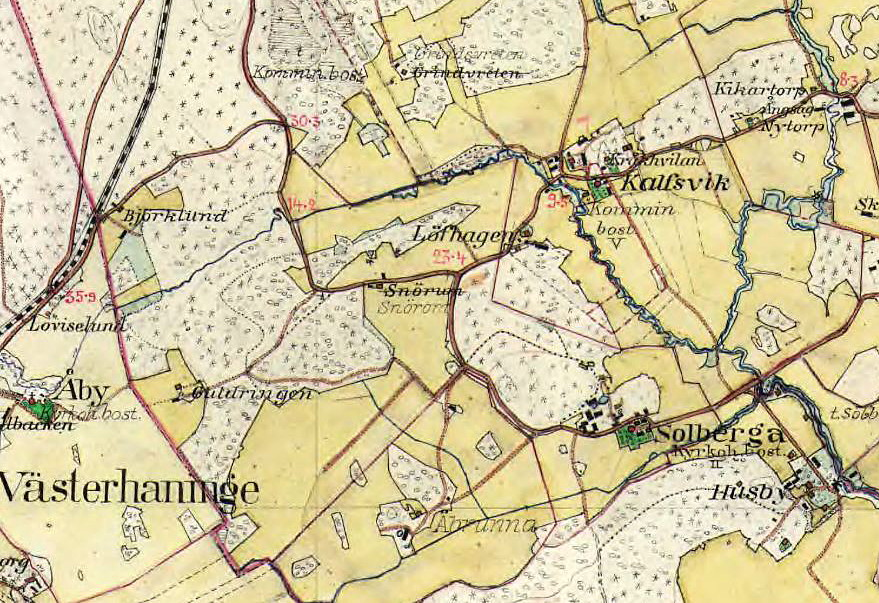
Häradsekonomiska kartan, 1901.

## Prästgårdens vidare öden
Själva prästgården har byggts om och till ett flertal gånger under 1900-talet. Bland annat förlängdes huset mot norr och söder och en frontespis i två våningar utgör nuvarande entrén. Av det ursprungliga boningshuset från 1764 syns i dag knappt någonting. Byggnaden var bostad för prästen vid Österhaninge kyrka och dennes familj. Här låg även pastorsexpeditionen. Fram till 1978 ägdes prästgården av Österhaninge församling. Huset var då i behov av upprustning som församlingen inte mäktade med utan sålde det till kommunen som efter ett tag sålde fastigheten vidare till en privatperson. 1988 köptes stället av skådespelaren och underhållaren Björn Skifs.
Även före detta arrendatorbostaden söder om Österhaningevägen är privatbostad och kallas "Solberga gård". Till gården hör några ekonomibyggnader norr om landsvägen. Här bedrivs hästverksamhet.

### Nutida bilder

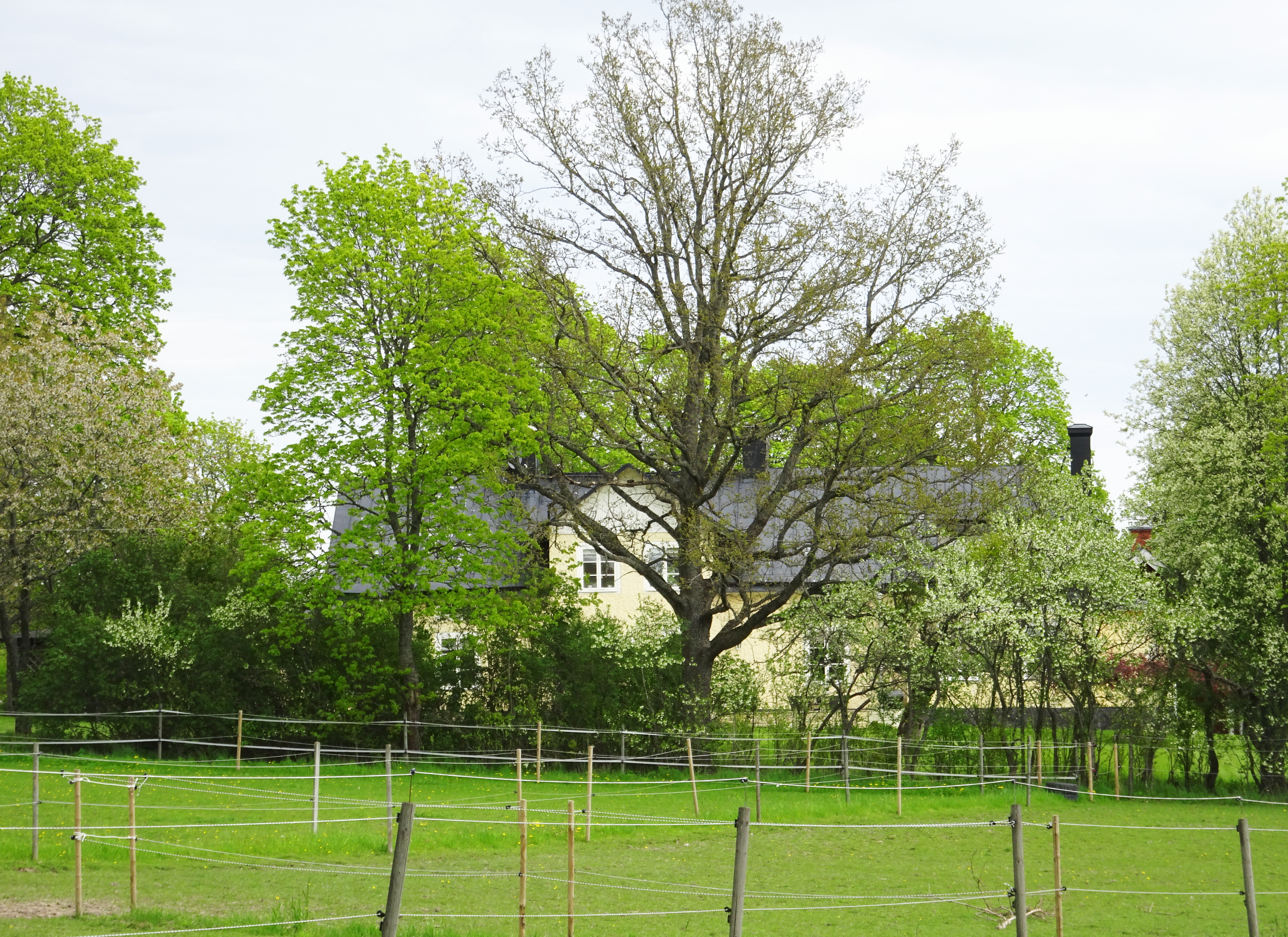
Före detta prästgården sedd från Österhaningevägen.
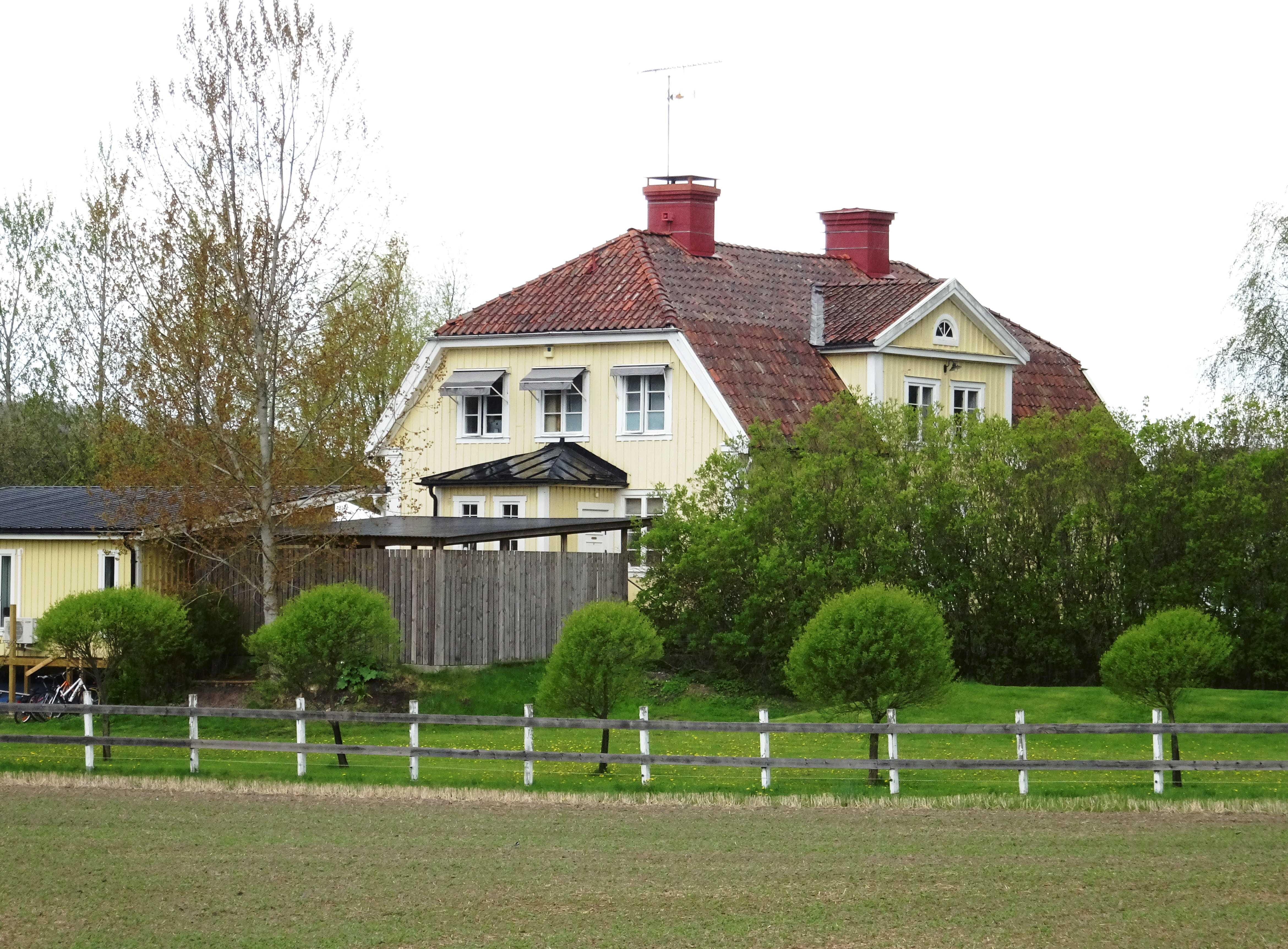
"Solberga gård", före detta arrendatorbostaden.
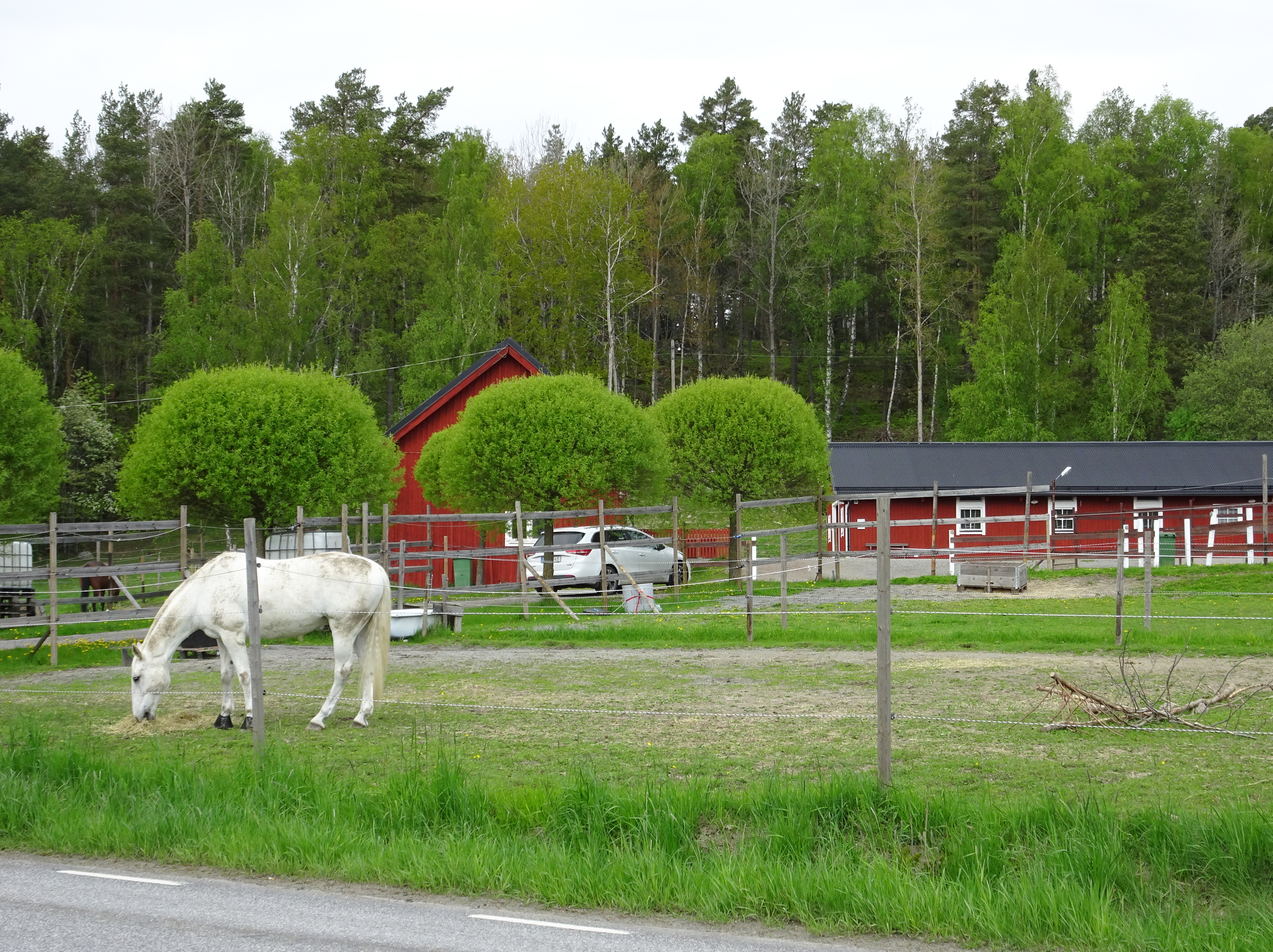
Bebyggelsen norr om Österhaningevägen.
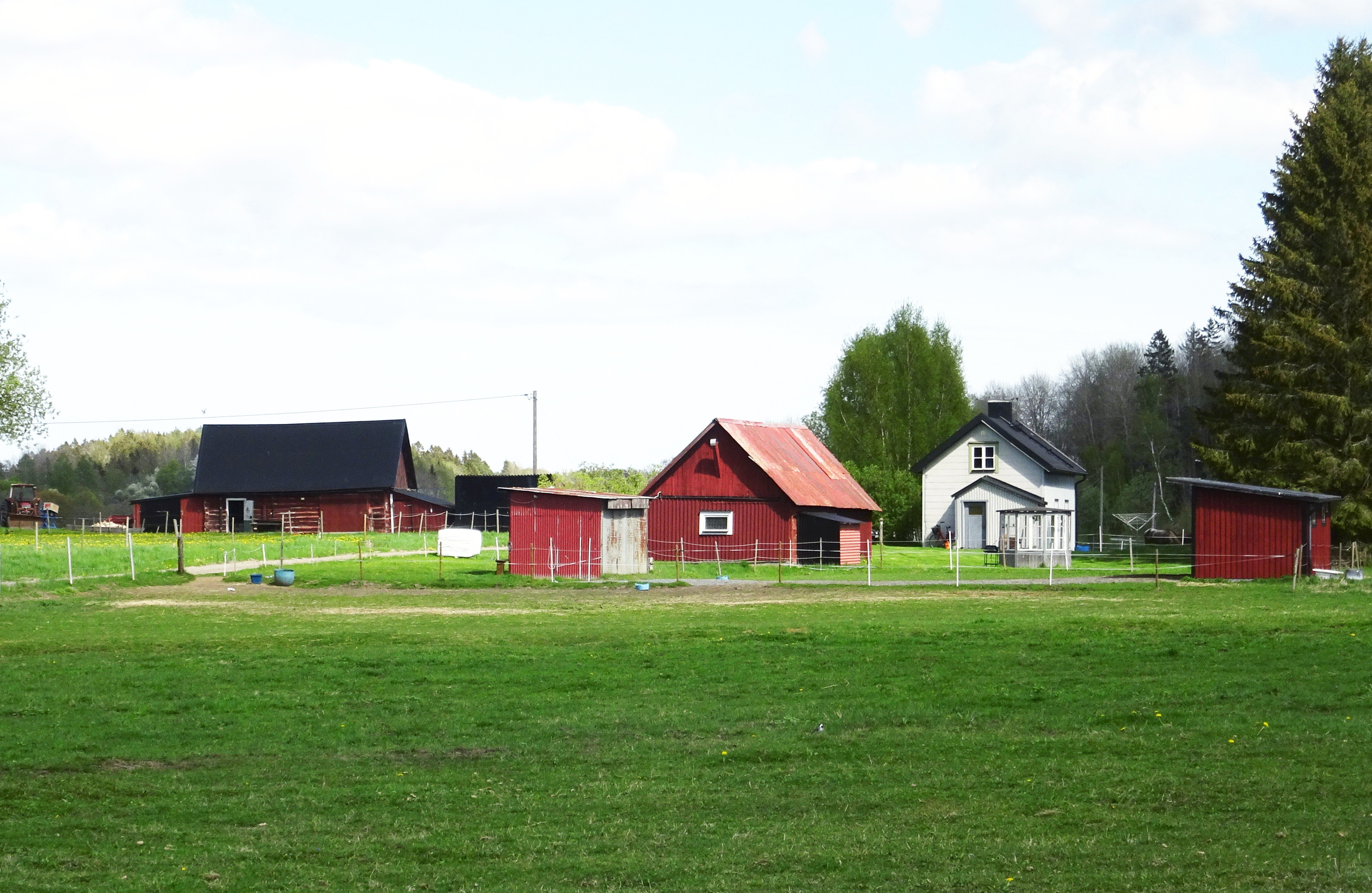
Torpet Snörom.
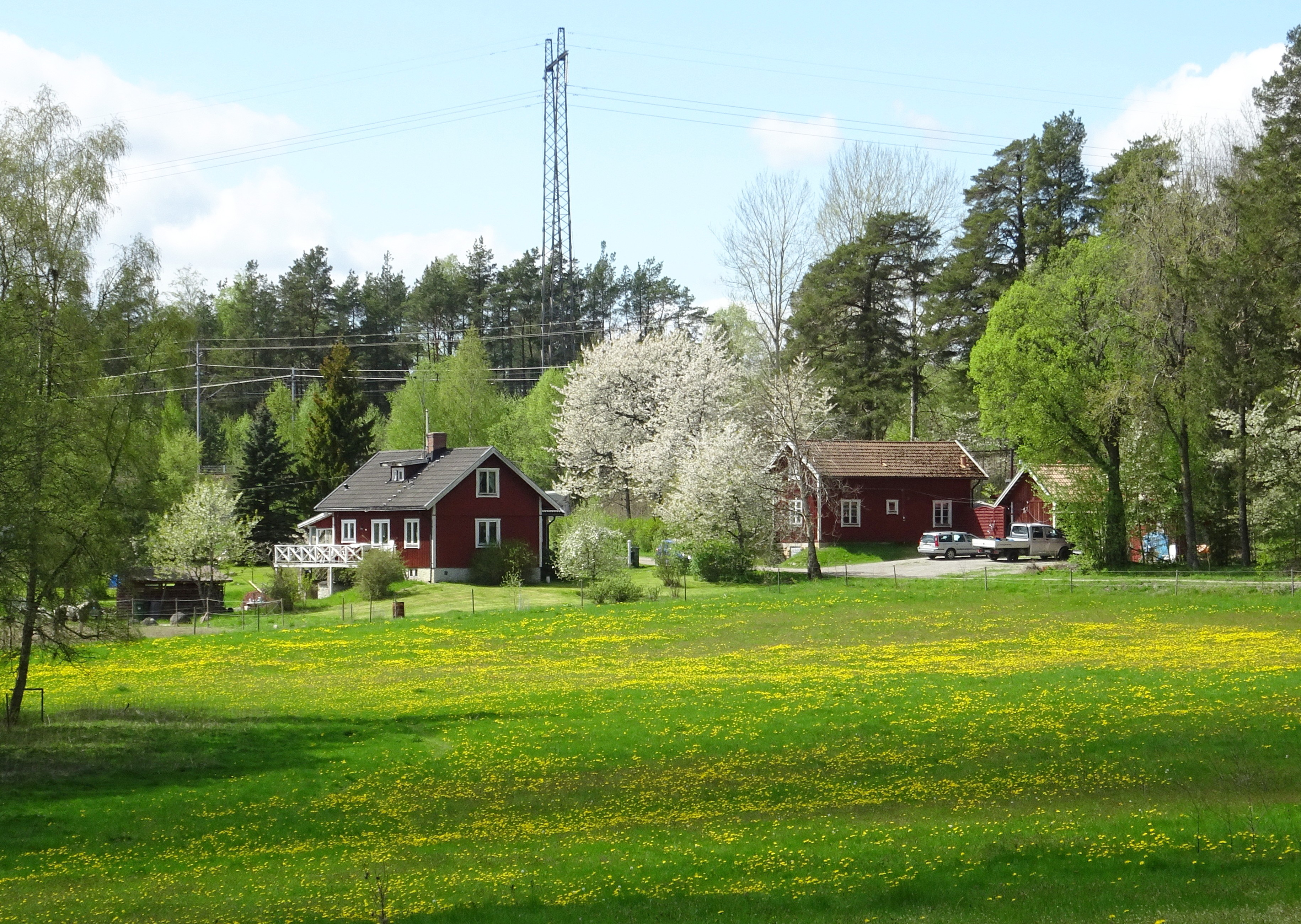
Torpet Björklund.